# Siedah Garrett

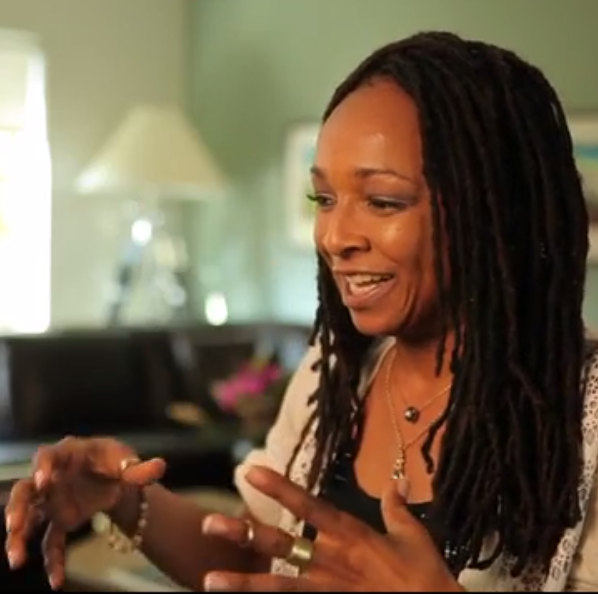
Siedah Garrett (2011)

Deborah Christine „Siedah“ Garrett (* 24. Juni 1960 in Los Angeles, Kalifornien) ist eine amerikanische R&B-Sängerin und Songwriterin.

## Biografie
Im Jahr 1984 hatte Garrett im Duett mit Dennis Edwards einen Single-Hit, Don’t Look Any Further. International bekannt wurde sie 1987, als sie im Duett mit Michael Jackson das Lied I Just Can’t Stop Loving You veröffentlichte und die Spitzen der internationalen Hitparaden erreichte. Für Jackson schrieb sie auch dessen 1988er Hit Man in the Mirror, den sie für ihr 2003er Album Siedah in einer eigenen Fassung aufnahm. Ab 1996 war Garrett zeitweise Mitglied der Band Brand New Heavies. Außerdem arbeitete sie mit anderen Künstlern zusammen, darunter Quincy Jones, Freemasons, Sérgio Mendes und will.i.am.

## Diskografie

### Studioalben
| Jahr | Titel Musiklabel Katalog-Nr. | Höchstplatzierung, Gesamtwochen, AuszeichnungChartsChartplatzierungen (Jahr, Titel, Musiklabel Katalog-Nr., Platzierungen, Wochen, Auszeichnungen, Anmerkungen) | Anmerkungen                                                              |
| Jahr | Titel Musiklabel Katalog-Nr. | R&B | Anmerkungen                                                              |
| ---- | ---------------------------- | --- | ------------------------------------------------------------------------ |
| 1988 | Kiss of Life Qwest 25689     | R&B41 (12 Wo.)R&B | Erstveröffentlichung: Juli 1988 Produzenten: Dick Rudolph, Rod Temperton |

Weitere Alben
- 1998: An Eclectic Set (Promo; Sony / ATV Music Publishing SG1)
- 2003: Siedah (Promo; OmTown 84202)

### Singles
| Jahr | Titel Album                                        | Höchstplatzierung, Gesamtwochen, AuszeichnungChartplatzierungen (Jahr, Titel, Album, Platzierungen, Wochen, Auszeichnungen, Anmerkungen) | Höchstplatzierung, Gesamtwochen, AuszeichnungChartplatzierungen (Jahr, Titel, Album, Platzierungen, Wochen, Auszeichnungen, Anmerkungen) | Höchstplatzierung, Gesamtwochen, AuszeichnungChartplatzierungen (Jahr, Titel, Album, Platzierungen, Wochen, Auszeichnungen, Anmerkungen) | Höchstplatzierung, Gesamtwochen, AuszeichnungChartplatzierungen (Jahr, Titel, Album, Platzierungen, Wochen, Auszeichnungen, Anmerkungen) | Höchstplatzierung, Gesamtwochen, AuszeichnungChartplatzierungen (Jahr, Titel, Album, Platzierungen, Wochen, Auszeichnungen, Anmerkungen) | Höchstplatzierung, Gesamtwochen, AuszeichnungChartplatzierungen (Jahr, Titel, Album, Platzierungen, Wochen, Auszeichnungen, Anmerkungen) | Höchstplatzierung, Gesamtwochen, AuszeichnungChartplatzierungen (Jahr, Titel, Album, Platzierungen, Wochen, Auszeichnungen, Anmerkungen) | Anmerkungen |
| Jahr | Titel Album                                        | DE | AT | CH | UK | US | R&B | Dance | Anmerkungen |
| ---- | -------------------------------------------------- | --- | --- | --- | --- | --- | --- | --- | --- |
| 1984 | Don’t Look Any Further                             | — | — | — | UK45 (12 Wo.)UK | US72 (6 Wo.)US | R&B2 (23 Wo.)R&B | — | Erstveröffentlichung: 12. Januar 1984 Dennis Edwards feat. Siedah Garrett Autor: Duane Hitchings                                            |
| 1985 | Do You Want It Right Now Fast Forward (Soundtrack) | — | — | — | — | — | R&B63 (11 Wo.)R&B | Dance3 (12 Wo.)Dance | Erstveröffentlichung: Januar 1985 vom Soundtrack des Films Fast Forward Remix: John "Jellybean" Benitez Autoren: China Burton, Nick Straker |
| 1987 | I Just Can’t Stop Loving You Bad                   | DE2 (14 Wo.)DE | AT5 (14 Wo.)AT | CH2 (15 Wo.)CH | UK1 Silber · (9 Wo.)UK | US1 Gold · (14 Wo.)US | R&B1 (11 Wo.)R&B | — | Erstveröffentlichung: Juli 1987 Michael Jackson feat. Siedah Garrett Autor: Michael Jackson                                                 |
| 1987 | Everchanging Times Baby Boom (Soundtrack)          | — | — | — | — | — | R&B44 (15 Wo.)R&B | — | Erstveröffentlichung: November 1987 vom Soundtrack des Films Baby Boom                                                                      |
| 1988 | K. I. S. S. I. N. G. Kiss of Life                  | — | — | — | UK77 (3 Wo.)UK | US97 (1 Wo.)US | R&B16 (13 Wo.)R&B | Dance1 (11 Wo.)Dance | Erstveröffentlichung: April 1988 Remix: Shep Pettibone, Steve Peck Autoren: Dana Merino, Guy Babylon                                        |
| 1990 | I Don’t Go for That Back on the Block              | — | — | — | — | — | R&B15 (13 Wo.)R&B | — | Erstveröffentlichung: August 1990 Quincy Jones feat. Siedah Garrett Autor: Ian Prince                                                       |
| 1990 | The Places You Find Love Back on the Block         | — | — | — | — | — | R&B39 (11 Wo.)R&B | — | Erstveröffentlichung: November 1990 Quincy Jones feat. Siedah Garrett und Chaka Khan Autoren: Caiphus Semenya, Clif Magness, Glen Ballard   |
| 1999 | I’m Yours From Q, with Love                        | — | — | — | — | — | R&B73 (8 Wo.)R&B | — | Erstveröffentlichung: März 1999 Quincy Jones feat. Siedah Garrett und El DeBarge Autoren: Rory Bennett, Damon Terrell Carter, Eric Dawkins  |
| 2007 | Rain Down Love Unmixed                             | — | — | — | UK12 (10 Wo.)UK | — | — | — | Erstveröffentlichung: Dezember 2006 Freemasons feat. Siedah Garrett Autoren: James Wiltshire, Neil Cowley, Russell Small, Siedah Garrett    |

Weitere Singles
- 1985: Curves (Deco feat. Siedah Garrett)
- 1988: Refuse to Be Loose
- 1989: Innocent Side
- 1990: Listen Up (mit Quincy Jones, Tevin Campbell, Karyn White, Melle Mel, Ray Charles, The Winans, Big Daddy Kane und James Ingram)
- 2003: What I Know
- 2008: Funky Bahia (Sérgio Mendes feat. will.i.am und Siedah Garrett)
- 2012: Keep On Lovin’ You
- 2015: Cupid Is a DJ (feat. Kathy Sledge)
- 2017: Carry On

## Auszeichnungen und Nominierungen
- 2007: Oscarnominierung für in der Kategorie: Bester Song für Love You I Do aus dem Film Dreamgirls.
- 2008: Grammy Award in der Kategorie: Bestes Lied für Film, Fernsehen oder anderes visuelles Medium für Love You I Do.